# Ribes ambiguum
Ribes ambiguum là một loài thực vật có hoa trong họ Grossulariaceae. Loài này được Maxim. miêu tả khoa học đầu tiên năm 1874.